# سوسي سينجر
سوسي سينجر (بالألمانية: Susi Singer)‏ (بالإنجليزية: Susi Singer-Schinnerl)‏ هي فنانة نمساوية وأمريكية، ولدت في 27 أكتوبر 1891 في فيينا في النمسا، وتوفيت في 1955 في كاليفورنيا في الولايات المتحدة.